# Милорад Умјеновић
Милорад Умјеновић Мићо (Перван Доњи, код Бањалуке, 24. јун 1920 — околина Пријепоља, 4. децембар 1943), учесник Народноослободилачке борбе и народни херој Југославије.

## Биографија
Рођен је 24. јуна 1920. године у Доњем Первану, код Бањалуке. Потиче из сиромашне сељачке породице. Основну школу је завршио у Бронзаном Мајдану, а потом је преко „Привредника“ отишао на занат. Године 1934. се запослио у Београду, где се касније укључио у раднички покрет.
Као млади радник приступио је Комунистичкој партији Југославије (КПЈ), а касније је због своје партијске активности био упућен на партијско-омладински курс. Крајем 1940. године био је одређен за руководиоца орагнизације Савеза комунистичке омладине Југославије (СКОЈ) у предузећу у ком је радио.
После Априлског рата и окупације Краљевине Југославије, 1941. године, остао је у окупираном Београду, где је најпре учествовао у организовању отпора окупатору, а касније и у организовању и извршењу првих диверзија и саботажа. Због учесталих хапшења, од стране Гестапоа, његова група је била откривена, па је због тога, у јесен 1941. године, морао напустити Београд. Тада је отишао у Космајски партизански одред.
По доласку у Одред, који је дејствовао у околини Београда, Милорад се у првим акцијама истако храброшћу, због чега је постављен за митраљесца. Нарочито се истакао у борбама, које је Космајски одред, водио током Прве непријатељске офанзиве. После слома устанка у Србији, крајем 1941. године, заједно са главнином партизанских снага повукао се у Санџак. Када је у Чајничу 1. марта 1942. године формирана Друга пролетерска ударна бригада, Милорад је ушао у њен састав и постављен за политичког комесара Треће таковске чете у Другом чачанском батаљону.
Као борац Друге пролетерске бригаде истицао се у многим борбама, а посебно током похода пролетерских бригада у Босанску крајину, августа 1942. године, када је учествовао у нападима на Ливно, Купрес и Босанско Грахово. Поред храбрости, истицао се и као искусан политички руководилац. У борбама, током Четврте непријатељске офанзиве, почетком 1943. године, истако се у борби током преласка реке Неретве, када је сам наишао на чету Италијана. Пошто је остао неопажен, бацио је на њих бомбе, чиме их је изнендаио и позвао на предају. Првим Италијанским војницима који су се одлучили на предају, наредио је да разоружају остале.
Због исказане храбрости и полтичке свести, током офанзиве на Неретви, Милорад је постављен за заменика политичког комесара Другог батаљона Друге пролетерске бригаде. Погинуо је 4. децембра 1943. године, приликом изненадног немачког напада на Пријепоље. Немачке снаге тада су продрле у Пријепоље и опколиле Први и Други батаљон Друге пролетерске, на Кошевинама и делове Прве шумадијске бригаде у Пријепољу. Приликом ове неравноправне борбе, партизанске снаге су пружиле одлучан отпор, а Милорад је пао предводећи своју чету у јуришу.
После ослобођења Југославије, његови посмртни остаци су пренесени и сахрањени на Партизанском гробљу у Бањалуци.
Указом Председништва Антифашистичког већа народног ослобођења Југославије (АВНОЈ), 13. марта 1945. године, међу првим борцима Народноослободилачке војске, проглашен је за народног хероја.